# Otmuchów (stacja kolejowa)
Otmuchów – stacja kolejowa w Otmuchowie, w województwie opolskim, w powiecie nyskim, w gminie Otmuchów, w Polsce.
W latach 2009–2018 na stacji nie był prowadzony ruch pasażerski.

## Ruch pasażerski
W roku 2022 dobowa wymiana pasażerska na stacji wynosiła 51-19 pasażerów.